# Feelings
Feelings és el desè àlbum de David Byrne, que va sortir l'any 1997.

## Cançons
1. Fuzzy Freaky
2. Miss America
3. Soft Seduction
4. Dance on Vaseline
5. Gates of Paradise
6. Amnesia
7. You Don't Know Me
8. Daddy Go Down
9. Finite=Alright
10. Wicked Little Doll
11. Burnt by the Sun
12. Civil Wars
13. They Are in Love
14. Gasolina - DAddy Yanky